# Т-60
Т-60 — радянський легкий танк періоду Другої світової війни. Розроблено в серпні 1941 року на московському заводі № 37 під керівництвом Миколи Олександровича Астрова, провідного розробника всієї вітчизняної лінії легких танків того періоду. У вересні того ж року Т-60 був прийнятий на озброєння Робітничо-Селянської Червоної армії і серійно випускався на декількох машинобудівних заводах. Виробництво Т-60 тривало до лютого 1943 року, коли він був замінений на складальних лініях потужнішим легким танком Т-70. Усього було випущено 5920 легких танків Т-60, які взяли активну участь в боях Німецько-радянської війни в 1941—1943 роках. Невелике число уцілілих в боях Т-60 використовувалося як танки-розвідники, тягачі, навчальні машини аж до кінця війни. На базі Т-60 в 1941 році була побудована перша самохідна установка БМ-8-24 класу реактивних систем залпового вогню на танковому шасі. Незабаром після закінчення війни Т-60 був знятий з озброєння Радянської армії, дотепер збереглося шість подібних танків в музеях Росії і Фінляндії.

## Історія створення
Через три дні після початку Німецько-радянської війни, 25 червня 1941 року, московський завод № 37 отримав наказ про зняття з виробництва легкого (за тодішньою класифікацією малого плаваючого) танка Т-40 і почати переобладнання заводських виробничих потужностей під випуск легкого танка безпосередньої підтримки піхоти Т-50. Однак для виконання цього рішення була потрібна повна реконструкція заводу № 37 і заводу-постачальника бронекорпусів, що при тодішній ситуації було абсолютно неприйнятно. Колектив заводу № 37 з великим труднощами справлявся з планами випуску навіть відносно нескладного по конструкції танка Т-40, а виробництво Т-50 було на порядок складніше в технологічному плані, що тільки ускладнювало поставлене завдання.
Головний конструктор заводу № 37 М. А. Астров із самого початку бачив безперспективність спроб освоєння серійного випуску Т-50 на своєму підприємстві. Замість цього він і співробітники його конструкторського бюро за два тижні наприкінці липня 1941 року спроєктувати і виготовили прототип нового легкого танка на базі добре освоєного на заводі плаваючого танка Т-40. Від останнього були запозичені компонувальна схема, вузли ходової частини, трансмісії, електрообладнання та установка озброєння. За рахунок відмови від можливості руху на плаву (на початку війни Т-40 практично не застосовувалися в такій якості) були збільшені по товщині і встановлені під вигіднішими кутами лобові бронеплити танка. Спочатку озброєння залишалося колишнім в порівнянні з Т-40 — один 12,7-мм крупнокаліберний кулемет ДШК і один 7,62-мм кулемет ДТ. Після узгодження з представником військової прийомки В. П. Окуневим, М. О. Астров написав листа на ім'я Й. В. Сталіна з інформацією про нову машину і пропозицією про її випуск на заводі № 37 замість Т-50.
У подальшій історії створення Т-60 думки експертів розходяться. Існує два варіанти викладу подій: один канонічний, викладений в статтях Є. І. Прочко та І. Г. Желтова зі співавторами, а другий висунутий відомим російським істориком М. М. Свіріним. Згідно з канонічним варіантом, побудований перший дослідний зразок нового танка під заводським позначенням 0-60 вже на наступний день продемонстрували народному комісару танкової промисловості В. О. Малишеву, і він був прототипом серійних Т-60. М. М. Свірін на підставі аналізу документів Народного комісаріату танкової промисловості стверджує, що позначення «Т-60» було спочатку присвоєно прототипу сухопутного варіанта танка Т-40 під заводським індексом 0-30, серійна версія якого зараз знана як Т-40С або Т-30. Відповідно цьому припущенню, саме сухопутна версія Т-40 з посиленим бронюванням була показана В. О. Малишеву; а та машина, яка зараз знана як Т-60, була розроблена пізніше. Як наслідок, час від початку робіт по Т-60 (спочатку «сухопутний» 0-30 і лише потім «знижений корпус» 0-60) до виготовлення прототипу 0-60 було більше двох тижнів. Однак ці два тижні, широко згадувані в публікаціях, мають своїм першоджерелом мемуари М. О. Астрова і цілком можуть стосуватися завершальної фази розробок, коли 0-30 був запущений в серію і конструктори працювали тільки над «зниженим корпусом».
Якщо не рахувати цієї неясності з типом показаного В. А. Малишеву дослідного зразка, надалі згадані вище автори сходяться в описі подій. В. А. Малишев запропонував переозброїти машину авіаційною 20-мм автоматичною гарматою ШВАК. Він організував зустріч М. О. Астрова з конструкторами авіаційного озброєння з ОКБ-15 і ОКБ-16 для опрацювання питання встановлення гармати ШВАК в танк. В результаті спільних дій був створений танковий варіант цієї гармати. Його встановили на другий дослідний зразок танка 0-60, який показали Й. В. Сталіну на випробуваннях. У найкоротші терміни вони були завершені, і постановою Державного комітету оборони танк був прийнятий на озброєння під індексом Т-60. Заводам № 37, 264 (Красноармійський суднобудівний в м. Сарепта), Горьківському автомобільному (ГАЗ) і Харківському тракторному (ХТЗ) було наказано виготовити 10 000 танків типу Т-60. Для ознайомлення з конструкцією танка завод № 37 випустив передсерійні зразки Т-60 для ГАЗ і ХТЗ.
Згодом 20-мм гармата ще конструктивно допрацьовувалася до грудня 1941 року включно, коли її офіційно прийняли на озброєння під позначенням ТНШ (або ТНШ-1 — танкова Нудельмана; — Шпитального).
Однак для розгортання масового виробництва нових танків не було достатньої кількості конструкторських креслень та документації. Ці матеріали були підготовлені у вересні-жовтні 1941 року колективом заводу № 37 вже під німецькими бомбардуваннями Москви і на порозі евакуації. Головний конструктор заводу № 37 М. О. Астров особисто перегнав дослідний Т-60 з Москви в Горький (це було зараховано як ходові випробування танка), і в середині жовтня туди ж був доставлений комплект конструкторської та технологічної документації. Конструктори ГАЗу на чолі з А. М. Крігером (також А. Я. Фрейдлін, С. А. Батанов, К. М. Чівкунов) провели велику роботу щодо подальшого спрощення конструкції танка Т-60 та її адаптації до виробничих можливостей ГАЗу. У листопаді 1941 року перші серійні горьківські «шестидесятки» були поставлені у війська. Саме конструктори ГАЗу розробили ефективний передпусковий підігрівач двигуна, який став неодмінною рисою всіх подальших машин конструкції М. О. Астрова. Сам головний конструктор з жовтня 1941 року працював над подальшим удосконаленням бойових можливостей легкого танка. Ці роботи в грудні 1941 року завершилися створенням легкого танка Т-70, який використовував досить багато вузлів і агрегатів від тільки що освоєної в виробництві «шестидесятки».
З запуском у серію подальший розвиток Т-60 було продовжено, оскільки його бронювання і озброєння вже не відповідали вимогам часу. Товщину броні лобових плит з найменшими кутами нахилу і передніх виличних граней башти, найбільш підпалих під ворожий вогонь, збільшили з 25 до 35 мм. За пропозицією НДІ-48, на лобовій частині корпусу і башти Т-60 пізнього випуску стали встановлюватися броньові екрани завтовшки 10 мм. Екранування виконувалася таким чином, щоб між екраном і бронекорпусом існував повітряний проміжок, тобто Т-60 ставав танком з рознесеним бронюванням. Така конфігурація захисних елементів дозволяла більш ефективно протистояти бронебійним снарядам — екран руйнував наконечник снаряда і зменшував його нормалізацію, а основна броня затримувала снаряд або його осколки. Це удосконалення було з задоволенням зустрінуте у військах на фронті. З озброєнням справи йшли не так успішно — на дослідних танках Т-60 випробовувалися різні потужніші гармати в порівнянні із штатною ТНШ, але жодна з них не була прийнята до серійного випуску. Після появи нового легкого танка Т-70 ці роботи продовжилися вже стосовно до нього, а акценти в удосконаленні Т-60 змістилися в бік створення на його базі самохідних артилерійських і зенітних установок.

## Виробництво

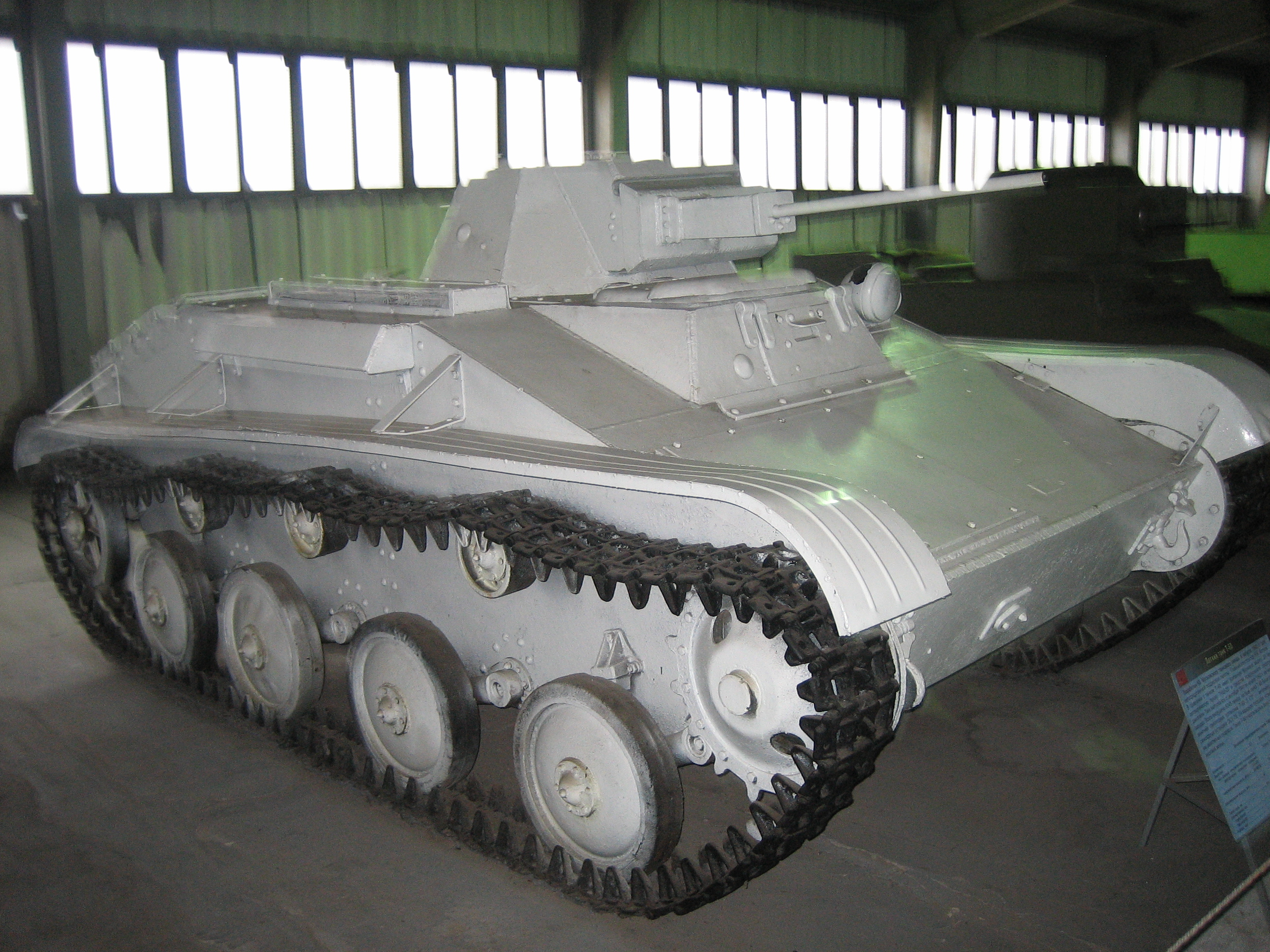
Легкий танк Т-60 в Музеї бронетанкової техніки в Кубинці

Після розробки легкого танка Т-60 московський завод № 37 випустив 20 машин цього типу, після чого в листопаді 1941 року почалася його евакуація в Свердловськ. Бронекорпуси Т-60 для заводу № 37 в Москві виробляв Коломенський машинобудівний завод імені Куйбишева. У жовтні 1941 року його цехи, що займалися випуском бронекорпусів для Т-60, були евакуйовані в Кіров на майданчик Кіровського машинобудівного заводу Народного комісаріату шляхів сполучення імені 1 Травня. На базі цих двох підприємств був створений новий завод № 38, який в січні 1942 року побудував свої перші танки Т-60 за кресленнями заводу № 37. Червоноармійський суднобудівний завод № 264 (м. Сталінград) також налагодив випуск легких танків Т-60. Найбільша кількість легких танків Т-60 в 1941—1942 рр.. побудував ГАЗ. Як суміжники в технологічному процесі виготовлення бронекорпусів і башт Т-60 брали участь Подільський і Іжорський завод (для московського заводу № 37), Виксунський завод (для ГАЗу), Новокраматорський машинобудівний, Ворошиловградський паровозобудівний і Маріупольський металургійний імені Ілліча (для ХТЗ). 20-мм гармати надходили з Ковровського заводу № 2, Тульського збройового заводу № 535, Мідногорського заводу № 314 та Куйбишевського заводу № 525. Траки виготовлялися на Сталінградському тракторному заводі імені Дзержинського.
У січні 1942 року на озброєння РСЧА був прийнятий легкий танк Т-70, і починаючи з березня того ж року почався поступовий перехід всіх заводів (крім № 264, який опинився в зоні бойових дій), що випускають легкі танки, на виробництво "семидесятки ". У травні 1942 року був завершений випуск Т-60 на заводі № 38, у міру витрачення запасу бронекорпусів для «шестидесятки» у другій половині 1942 року на випуск Т-70 перейшов ГАЗ, і останні Т-60 зібрав завод № 37 в Свердловську в самому початку 1943 року.
| Виробництво Т-60, шт.    |      |      |      |        |
| Завод-виробник           | 1941 | 1942 | 1943 | Всього |
| ГАЗ                      | 1323 | 1639 |      | 2962   |
| Завод № 37 (Москва)      | 20   |      |      | 20     |
| Завод № 37 (Свердловськ) |      | 1158 | 55   | 1213   |
| Завод № 38 (Кіров)       |      | 539  |      | 539    |
| Завод № 264 (Сарепта)    | 45   | 1141 |      | 1186   |
| Всього                   | 1388 | 4477 | 55   | 5920   |

## Опис конструкції

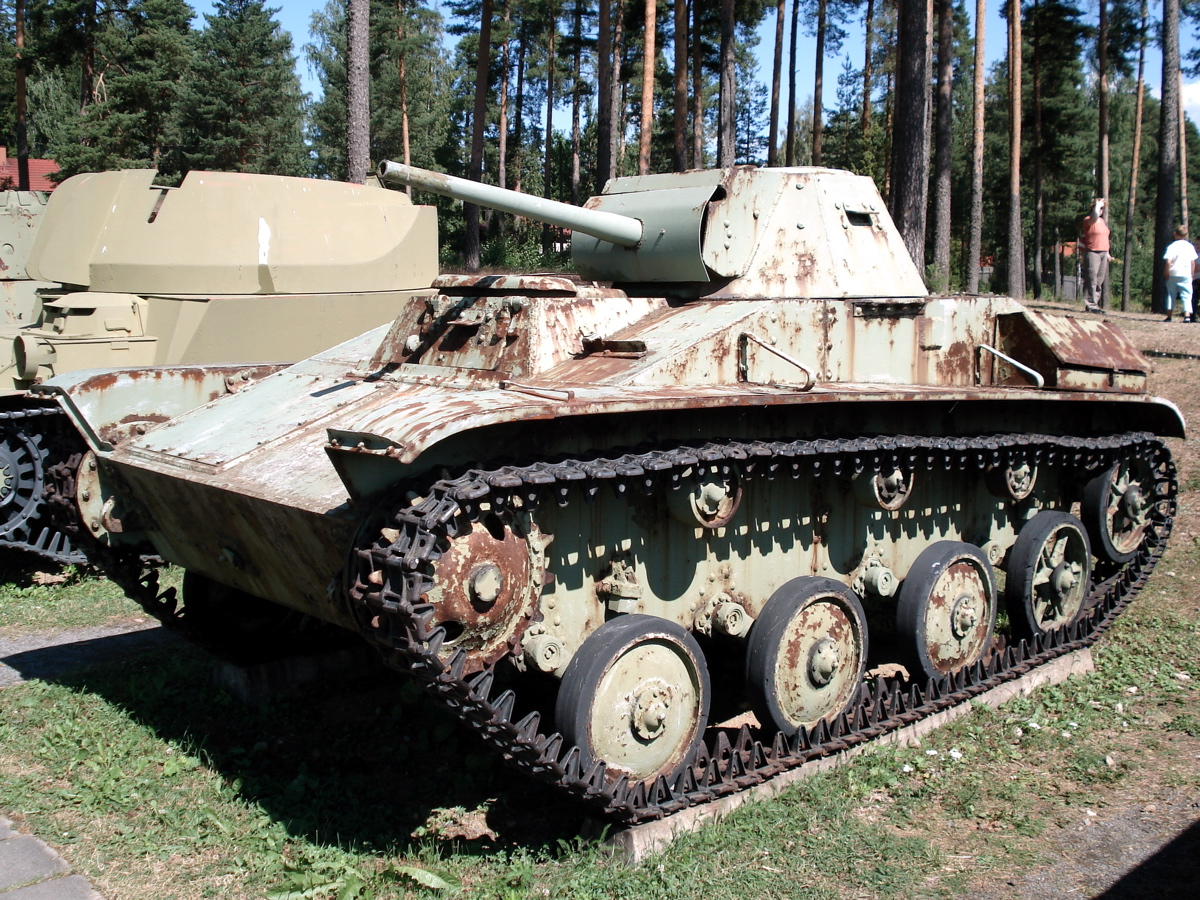
Легкий танк Т-60 в Музеї бронетанкової техніки в Парола, Фінляндія

Т-60 мав типову компонувальну схему для радянських легких танків того часу. Танк мав п'ять відділень, перерахованих нижче в порядку від лобової частини машини до корми:
- трансмісійне відділення;
- Відділення управління;
- моторне відділення по правому борту середини корпусу;
- Бойове відділення по лівому борту середини корпусу і в башті;
- Кормове відділення, де розташовувалися паливні баки і радіатор двигуна.

Ця компонувальна схема визначала в цілому набір переваг і недоліків танка в рамках машин свого класу. Зокрема, переднє розташування трансмісійного відділення, тобто ведучих коліс, приводило до підвищеної їх уразливості, бо саме передня частина танку найбільшою мірою схильна ворожому обстрілу. З іншого боку, на відміну від радянських середніх і важких танків, у Т-60 паливні баки знаходилися поза бойовим відділенням в ізольованому броньовою переборкою відсіку, що підвищувало виживаність екіпажу при ураженні танка. До інших переваг обраної для Т-60 компоновки можна віднести невелику висоту і загальну масу танка в порівнянні з іншими машинами інших компонувальних схем. Як наслідок, зростали динамічні характеристики танка, і для нього не потрібний потужний спеціалізований двигун. Екіпаж танка складався з двох чоловік — механіка-водія і командира машини.

### Броньовий корпус і башта

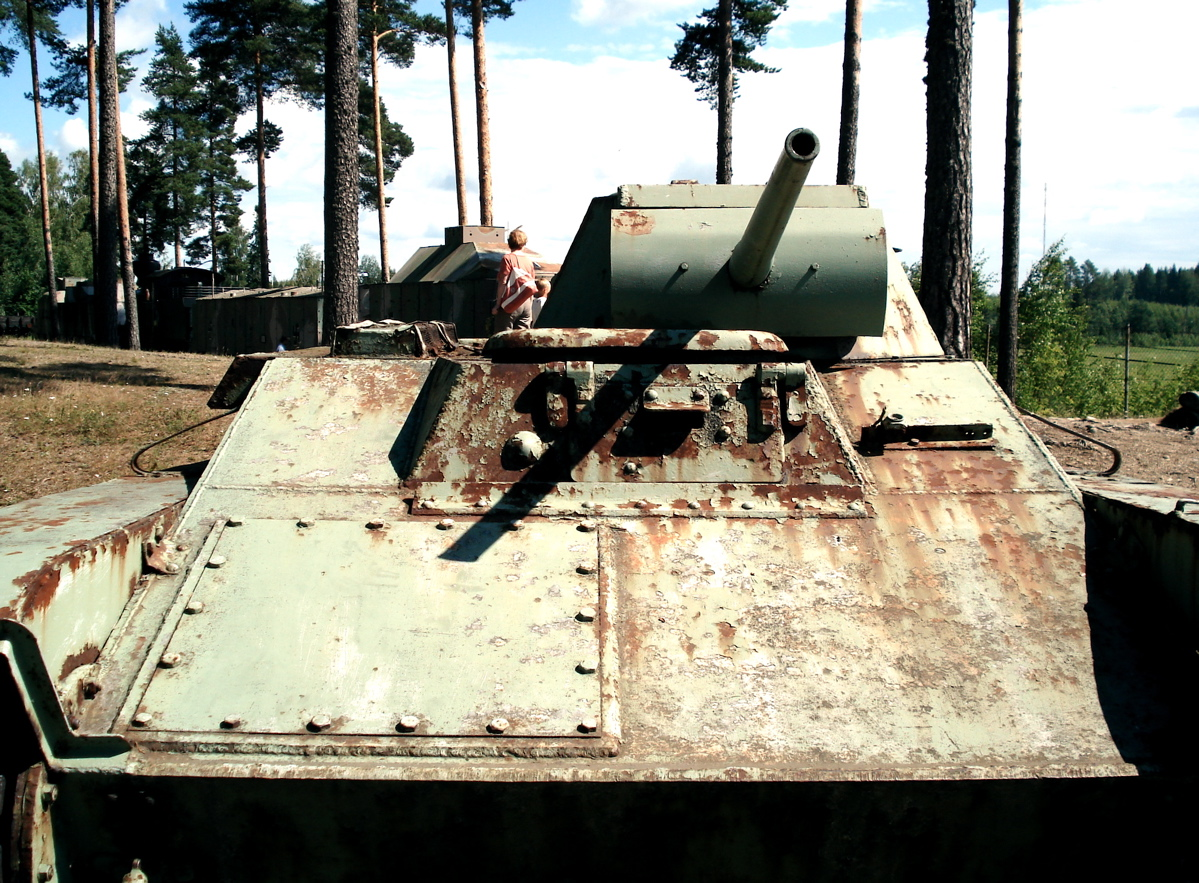
Легкий танк Т-60 в Музеї бронетанкової техніки в Парола, Фінляндія. Вигляд спереду

Броньовий корпус танка конструкції інженера А. В. Богачова зварювався з катаних броньових плит завтовшки від 5 до 20 мм. «Сухопутні» машини пізнього випуску захищалися товстішою бронею в порівнянні з ранніми серійними зразками Т-60. Броньовий захист диференційований, протикульовий. Бронеплити корпусу з'єднувалися частково зварюванням, частково болтами. Складна їх конфігурація визначалася вимогами можливості руху на плаву, частина бронеплит (нижні лобові, виличні і верхні бортові) мали раціональні кути нахилу. Ряд бронеплит корпусу (лобовий, надмоторний, підбаштовий і кормовий листи) виконувалися знімними для зручності обслуговування і заміни різних вузлів і агрегатів танка. Механік-водій розташовувався по центру в передній частині бронекорпуса танка. Для підвищення зручності його роботи на лобовій частині корпусу встановлювався відкидний щиток. У бойовій обстановці щиток опускався, а механік-водій вів спостереження через оглядовий прилад в цьому щитку, який також захищався броньовою заслінкою. Крім того, для зручності спостереження в обох виличних листах були встановлені оглядові прилади «триплекс». На даху підбаштової бронеплити розташовувався відкидний люк для посадки-висадки механіка-водія. Корпус також мав днищевой люк для аварійного покидання екіпажем танка і ряд повітропритоків, люків, лючків і технологічних отворів для вентиляції заселених приміщень танка, зливу палива і масла, доступу до горловини паливних баків, іншим вузлам і агрегатам машини. Ряд цих отворів захищався броньовими кришками, заслінками і кожухами. Також в лобовій і бортових бронеплитах були просвердлені амбразури для стрільби з особистої зброї, які закривались броньовими пробками.

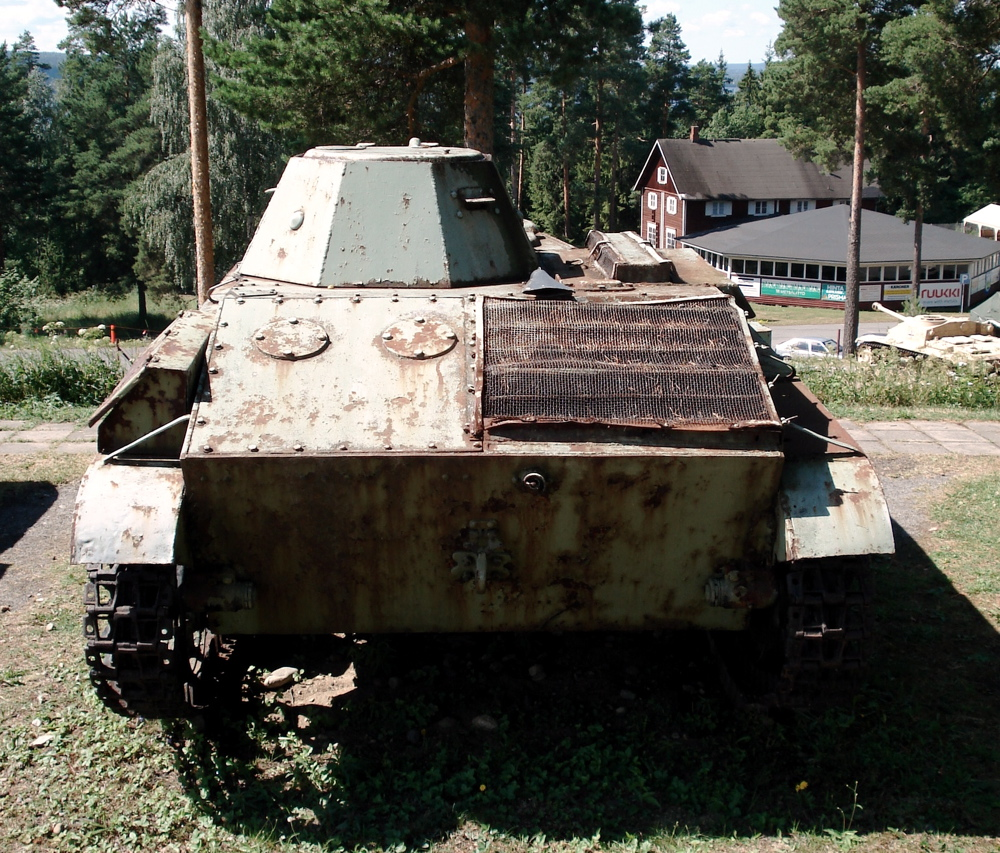
Легкий танк Т-60 в Музеї бронетанкової техніки в Парола, Фінляндія. Вигляд ззаду

Конічна восьмигранна зварна башта конструкції інженера Ю. П. Юдовича мала борти завтовшки 25 мм, які розташовувалися під кутом 25° до вертикалі для підвищення стійкості. У пізніх машин товщину передніх виличних листів башти збільшили до 35 мм. Лобова частина башти мала нішу прямокутного перерізу для установки озброєння і захищаючої його бронемаски. Вісь обертання башти не збігалася з площиною поздовжньої симетрії машини внаслідок установки двигуна по правому борту танка і була зміщена від цієї площини вліво. У даху башти розташовувався напівкруглий відкидний люк для посадки-висадки командира машини. У свою чергу, в люку був невеликий лючок для прапорцевої зовнішньої сигналізації. Башта встановлювалася на кульковій опорі і фіксувалася захватами щоб уникнути звалювання при сильному крені або перекиданні танка.

### Озброєння
Основним озброєнням Т-60 була нарізна автоматична гармата ТНШ (ТНШ-1) калібру 20 мм. Гармата монтувалася на цапфах в башті, крім маски його ствол додатково захищався броньовим кожухом. Гармата ТНШ мала довжину ствола 82,4 калібри, висота лінії вогню становила 1480 мм, максимальна дальність стрільби прямою наводкою сягала 2 км. З гарматою був спарений 7,62-мм кулемет ДТ, розташований в єдиній установці з гарматою ТНШ. Для зручності використання спареної установки гармата зміщувалася вправо від площини симетрії башти, кулемет розташовувався зліва. Спарена установка мала вертикальні кути наведення від −7° до +25° і круговий сектор обстрілу по горизонталі. Горизонтальний привід наведення шестеренчатого типу башти розташовувався праворуч від спареної установки, для швидкого повороту башти силами командира танка він міг бути відключений. Вертикальний механізм наведення гвинтового типу розташовувався зліва від спареної установки. Ці механізми і приводи спусків гармати і кулемета були запозичені з конструкції більш раннього серійного легкого танка Т-40. Кулемет ДТ міг легко зніматися зі спареної установки і використовуватися поза танком. В принципі те ж саме можна було зробити і з гарматою ТНШ, тільки легкістю і швидкістю виконання ця операція вже не вирізнялася.
Боєкомплект гармати становив 750 пострілів унітарного заряджання. Для автоматичного живлення гармати снаряди розміщувалися в стрічку з 58 пострілами і 58 роз'ємними ланками. Ця стрічка укладалася в коробку, яка встановлювалася на кронштейні під гарматою. Ще 12 коробок перебували на стелажах всередині бойового відділення танка. При веденні вогню стріляні гільзи викидалися назовні з танка, а відпрацьовані ланки стрічки по напрямній опускалися на днище танка. По виході з каналу ствола при стрільбі снаряд мав швидкість 815 м/с. До складу боєкомплекту входили:
- Унітарний постріл з бронебійно-запальним снарядом (БЗТ-20);
- Унітарний постріл з підкаліберним бронебійно-запальним снарядом (сердечник з карбіду вольфраму) — з 1942 року;
- Унітарний постріл з осколково-трасуючим снарядом і детонатором миттєвої дії (ОТ-20);
- Унітарний постріл з осколково-запальним снарядом і детонатором миттєвої дії (ОЗ-20).

Про пробивності гармати ТНШ є суперечливі дані. За одними, бронебійно-запальний снаряд із сердечником з карбіду вольфраму по нормалі пробивав на відстані 500 м бронеплиту завтовшки 35 мм. За іншими, на дистанції 100 м снаряд БЗТ-20 пробивав під кутом 30 градусів 18-мм бронеплиту, причому це було початкове, а не гарантоване пробиття. Також відзначається дуже невисока забронева дія малокаліберних бронебійних снарядів — найчастіше німецький танк або БТР, вражений чергою з ТНШ, не виводився з ладу. Крім того, існують сумніви в постачанні боєкомплектом танків Т-60 підкаліберними бронебійно-запальними снарядами. Побічно це підтверджується фронтовою пам'яткою танкістам, де дослівно сказано таке: «20-мм танкові гармати бронебійним снарядом пробивають броню в уразливих місцях на дистанціях до 200 м».
Невелика міць осколкових снарядів деякою мірою компенсувалася автоматичним вогнем гармати, що дозволяла дати по цілі декілька пострілів за час, необхідний для перезаряджання іншої гармати неавтоматичного типу.
Спарений кулемет ДТ мав боєкомплект у 945 патронів (15 дисків).

### Двигун
Т-60 оснащувався чотиритактним рядним шестициліндровим карбюраторним двигуном рідинного охолодження ГАЗ-202. ГАЗ-202 був дефорсований до 70 к.с. (51,5 кВт) танкової версією автомобільного двигуна ГАЗ-11 потужність якого становила 85 к.с. Зменшення потужності переслідувало мету збільшення надійності роботи і підвищення ресурсу мотора. Двигун в ряді випадків оснащувався регуляторами числа обертів; в цьому випадку штатний карбюратор МКЗ-6Г замінювався карбюратором М-1. У зв'язку з нестачею штатних двигунів ГАЗ-202 (проблеми кооперації між суміжниками, відсутність потрібних матеріалів, бомбові удари по цехах ГАЗу) деякі Т-60 оснащувалися іншими моделями двигунів виробництва ГАЗ або «Форд» потужністю 65 або 90 к.с. (48 або 66 кВт). Деякі джерела стверджують про встановлення у Т-60 малопотужних двигунів ГАЗ-АА або ГАЗ-ММ потужністю 40 або 50 к.с. Цей аспект становить поки невияснене місце в історії Т-60; за результатами обговорення на Військово-історичному форумі була знайдена згадка про три Т-60 з двигунами потужністю 40 к.с., поставлених в одну з навчальних частин. Однак з огляду на те, що за мемуарами М. О. Астрова, в 1941—1942 рр.. «Ставили що було, якщо не було встановленого по штату», і такого роду підстановки не до кінця відмічені в документах (хоча це як мінімум повинно було фіксуватися військовим прийманням), питання про кількість таких Т-60 залишається відкрите. Пуск двигуна проводився переважно вручну, за допомогою заводної рукоятки. Використання стартера СЛ-40 потужністю 0,8 к.с. (0,6 кВт) дозволялось тільки в бою і для заздалегідь прогрітого двигуна.
Для останньої мети вперше для радянських серійних танків Т-60 оснащувався передпусковим підігрівачем двигуна для його експлуатації в зимових умовах. Цей вузол був розроблений І. Г. Альперовичем і Б. Я. Гінзбургом. Між бортом танка і двигуном встановлювався циліндричний котел, за рахунок термосифонної циркуляції антифризу в якому здійснювався підігрів. Котел розігрівався зовнішньою бензиновою паяльною лампою. Після проходження котла тепле повітря подавалося на обдув картера двигуна.
Два паливних бака об'ємом 320 л розташовувалися в кормовому відділенні. Запасу палива вистачало на 450 км ходу по шосе, пізніші танки з посиленим бронюванням мали дещо менший запас ходу — 410 км.

### Трансмісія
Танк Т-60 оснащувався механічною трансмісією, до складу якої входили:
- Однодисковий головний фрикціон сухого тертя «сталі по феродо», що встановлювався на маховику двигуна;
- Чотириступінчаста коробка передач з демультиплікатором (4 передачі вперед і 1 назад), запозичена від дослідної (в той час) вантажівки ГАЗ-51;
- Карданний вал;
- Конічна головна передача;
- Два багатодискових бортових фрикційних з сухим тертям «сталь по сталі» і стрічковими гальмами з накладками з феродо;
- Два простих однорядних бортових редуктора.

Всі приводи керування трансмісією — механічні, механік-водій керував поворотом і гальмуванням танка двома важелями по обидві сторони свого робочого місця.

### Ходова частина
Ходова частина танка Т-60 до певної міри була успадкована від його попередника Т-40. Підвіска машини — індивідуальна торсіонна без амортизаторів для кожного з 4 односхилих опорних котків малого діаметра (550 мм) з гумовими бандажами по кожному борту. Залежно від заводу-виробника опорні котки виконувалися або литим спицюванням, або суцільно штампованими. Навпроти крайніх вузлів підвіски до бронекорпусу приварювалися обмежувачі ходу балансирів підвіски з гумовими буферами для пом'якшення ударів. Тягові колеса цівкового зачеплення зі знімними зубчастими вінцями розташовувалися спереду, а лінивці з механізмом натягнення гусениці — ззаду. У перших машин лінивці були менші по діаметру (460 мм), ніж опорні котки; згодом була проведена уніфікація цих деталей. Верхня гілка гусениці підтримувалася трьома малими підтримуючими котками по кожному борту. До корпусу танка приклепувалися відбійники для запобігання заклинювання гусениці при русі танка зі значним креном на один з бортів. Гусениця дрібноланкова, ширина двогребеневого трака становить 260 мм.

### Електрообладнання
Електропроводка в танку Т-60 була однопровідною, другим проводом служив бронекорпус машини. Джерелами електроенергії (робоча напруга 6 В) були генератор Г-41 з реле-регулятором РРА-364 потужністю 0,2 кВт і акумуляторна батарея марки 3-СТЕ-112 загальною ємністю 112 А/год У танку була і друга акумуляторна батарея тієї ж марки. На лінійних машинах вона була запасною, а на командирських, оснащених радіостанцією 71-ТК-3, вона включалася в мережу для забезпечення роботи радіостанції. Споживачі електроенергії включали в себе:
- Зовнішнє та внутрішнє освітлення машини, прилад підсвічування прицільних шкал;
- Зовнішній звуковий сигнал СЕ-4714;
- Засоби зв'язку — радіостанція та танковий переговорний пристрій (або односторонній триколірний світлосигнальний пристрій від командира до механіка-водія);
- Електрика моторної групи — стартер СЛ-40, котушка запалювання КЗ-11, розподільник Р-12, свічки У12-10 і вимикач 69-К.

### Приціли та прилади спостереження
Спарена установка гармати ТНШ і кулемета ДТ оснащувалася основним прицілом ТМФП, при пошкодженні основного прицілу після його зняття автоматично зводилася мушка резервного механічного прицілу. Робочі місця водія і командира Т-60 також мали кілька оглядових приладів (один в щитку у водія, два у командира) для спостереження за навколишнім оточенням поза танком. Оглядовість з машини розцінювалася як цілком задовільна.

### Засоби зв'язку
На лінійних танках засобом внутрішнього однобічного зв'язку від командира до механіка-водія слугував триколірний світлосигнальний пристрій, засобів зовнішнього зв'язку за винятком прапорців не передбачалося. На командирських танках встановлювалися радіостанція 71-ТК-3 і внутрішній переговорний пристрій ТПУ-2 на 2 абонента.
Радіостанція 71-ТК-3 являла собою комплект із передавача, приймача і умформерів (одноякорних мотор-генераторів) для їх живлення, що приєднуються до бортової електромережі напругою 6 В. З технічної точки зору вона була дуплексною ламповою короткохвильовою гетеродинною радіостанцією, яка працює в діапазоні частот від 4 до 5,625 МГц (відповідно довжини хвиль від 53,3 до 75 м) вихідною потужністю 20 Вт. На стоянці дальність зв'язку в телефонному (голосовому, амплітудна модуляція несучої) режимі при відсутності перешкод досягала 16 км, в русі вона трохи зменшувалася. Велику дальність зв'язку можна було отримати в телеграфному режимі, коли інформація передавалася телеграфним ключем азбукою Морзе чи іншою дискретною системою.
Танковий переговорний пристрій ТПУ-2 дозволяв вести переговори між членами екіпажу танка навіть в сильно зашумленій обстановці і підключати шоломофонну гарнітуру (головні телефони і ларингофони) до радіостанції для зовнішнього зв'язку.

## Модифікації

### Серійні
Офіційно танк Т-60 не мав модифікацій, проте випущені машини можна розділити на декілька варіантів, які досить помітно відрізнялися за своїми тактико-технічними характеристиками внаслідок варіювання загальної маси танка, яка позначалася на інших показниках (питомі потужність і тиск на ґрунт, запас ходу тощо):
- Т-60 ранніх серій з максимальною товщиною лобової броні 25 мм, лінивець не ідентичний опорним коткам, броня катана цементована.
- Т-60 основного випуску з максимальною товщиною лобової броні 35 мм, лінивець та опорні котки уніфіковані, броня катана гомогенна високої твердості.
- Екрановані Т-60 з масою до 6,5 т.

### Дослідні
Недостатність озброєння танка Т-60 активно стимулювала роботи по його переозброєнню на потужнішу артсистему. Також розглядався варіант танка, більш підходящий під вузли і агрегати виробництва заводу ЗІС замість аналогів виробництва ГАЗ. Було випробувано кілька дослідних варіантів Т-60:
- Т-60-1 був розроблений восени 1942 року в конструкторському бюро Московського автозаводу імені Сталіна під керівництвом Б. М. Фіттермана і А. М. Авенаріуса. Ця машина повністю повторювала компонувальну схему Т-60, але була більша за габаритами через встановлення потужнішого (88 к.с./65 кВт), важкого і громіздкого автобусного двигуна ЗіС-16. По озброєнню Т-60-1 був аналогічний Т-60, але потужніша силова установка дозволила підсилити бронювання. На озброєння і в серійне виробництво Т-60-1 не приймався.

- Т-60 з 37-мм гарматою ЗІС-19 був розроблений в конструкторському бюро заводу № 37 на початку 1942 року. Гармата ЗІС-19 була створена в березні під керівництвом В. Г. Грабіна на заводі № 92 в Горькому. Нову артсистему змонтували на шасі Т-60 в новій башті поліпшеної форми з командирської башточкою. 37-мм гармата ЗІС-19 мала балістику 37-мм автоматичної зенітної гармати зр. 1939 р. (61-К) і за своєю бронепробивністю не поступалася 45-мм танковій гарматі 20-К. Також вона була простішою за конструкцією і технологічнішою у виробництві, ніж 45-мм гармата 20-К. Однак установка важчої башти з новою гарматою погіршила запас ходу танка до 390 км і, що було більш істотно, 37-мм гармата ЗІС-19 швидко втрачала свої якості через сильний розпал ствола. До цього додалися проблеми зі зняттям з виробництва пострілів для 37-мм протитанкової гармати зр. 1930 р. (1-К) і брак пострілів для зенітки 61-К. У результаті танк Т-60 з 37-мм гарматою на озброєння РСЧА і в серійне виробництво не приймався.

- Т-60-2 був розроблений навесні 1942 року в конструкторському бюро заводу № 37 під керівництвом М. А. Попова. На стандартне шасі танка Т-60 встановили нову башту з 45-мм гарматою ЗІС-19БМ конструкції В. Г. Грабіна виробництва заводу № 92. Нова гармата показала непогані результати з бронебійної дії і скорострільності, але через зрослу масу танка запас ходу знизився до 330 км. У зв'язку з прийняттям на озброєння легкого танка Т-70 роботи по Т-60-2 були припинені.

- Т-60-З був розроблений у другій половині 1942 року в конструкторському бюро заводу № 37 під керівництвом М. А. Попова. На стандартне шасі танка Т-60 встановили модифіковану штатну башту з двома великокаліберними кулеметами ДШК без даху. Кулемети мали великий кут підйому і оснащувалися зенітним коліматорним прицілом, що дозволяло використовувати танк для захисту частин на марші і в бою від атак з повітря. Однак через неправильну установку зенітного прицілу і вкрай низьку ергономічність бойового місця стрільця танк Т-60-З навіть не був допущений до випробувань.

Також розглядалася можливість заміни на серійних Т-60 20-мм гармати ТНШ-1 на її вдосконалений варіант ТНШ-2 того ж калібру. Остання виявилася ненадійною і на озброєння не приймалася.

### Машини на базі Т-60
Танк Т-60 послужив базою для самохідно-артилерійських установок ОСУ-76 та БМ-8-24. Перша була напіввідкрита установка 76-мм дивізійної гармати ЗІС-3 на шасі Т-60. Постановка на озброєння і в серійне виробництво не приймалася внаслідок наявності достатньої кількості зручніших для екіпажу і вдаліших по конструкції СУ-76. БМ-8-24 являла собою реактивну систему залпового вогню, отриману комбінацією раніше розробленої для танкової бази Т-40 артилерійської частини і шасі Т-60 (так як Т-40 був знятий з виробництва, а РСЗВ на його базі добре себе зарекомендували в боях). Артилерійська частина БМ-8-24 складалася з 12 напрямних типу «балка», на які зверху і знизу заряджалися 24 82-мм реактивні снаряди М-8. Пристрій керування вогнем дозволяв вести стрільбу залпом або з різним темпом випуску снарядів.
Також невеликою серією в Румунії випустили САУ TACAM, озброєну трофейною 76-мм гарматою Ф-22 на базі трофейних Т-60.

### «Крила танка»
Одним із найнезвичайніших проєктів використання Т-60 була пропозиція відомого авіаційного конструктора Олега Костянтиновича Антонова зробити під нього буксируваний планер одноразового застосування для перекидання танка по повітрю в складі повітряних десантів або для якісного посилення партизанських загонів. Як літак-буксировщик передбачалося використовувати або застарілий чотиримоторний важкий бомбардувальник ТБ-3, або сучасний двомоторний дальній бомбардувальник Іл-4. Після відчеплення танк здійснював посадку на невелику площадку і після скидання крил і хвостового оперення міг безпосередньо вступити в бій.
Влітку 1942 року такий планер побудували на одному із заводів в Тюмені. Він отримав назву АТ-1 або КТ («Крила танка»). Планер являв собою біпланну крильову коробку з двобалковим хвостовим оперенням. Ця конструкція навішується на бронекорпус танка Т-60. Довжина планера становила 12 м, розмах крил — 18 м, площа крильової коробки — 86 м², польотна маса — 2 т. Польотна маса танка передбачалася в 5,8 т і корисне навантаження на крило — 90 кг/см².
У серпні-вересні 1942 року планер КТ був випробуваний в Льотно-дослідному інституті (ЛДІ) в м. Жуковський. Для полегшення планера з Т-60 зняли башту, надгусеничні полки, фари і злили більшу частину палива. Екіпаж такого полегшеного КТ складався з однієї людини, яким був відомий льотчик-випробувач і планерист С. М. Анохін. Буксировщиком для КТ послужив бомбардувальник ТБ-3 з форсованою модифікацією двигунів АМ-34РН до 970 к.с. (713 кВт). Аеропоїзд успішно злетів, швидкість польоту досягла 130 км/год, а висота — 40 м; але потім у ТБ-3 стала різко зростати температура води в системі охолодження двигунів. Аеропоїзд став знижуватися, і через небезпеку перегріву моторів буксировщика його командир П. А. Єремеєв вирішив відчепити планер. Завдяки своєму вмінню і майстерності С. М. Анохіну вдалося посадити планер неподалік від підмосковного аеродрому Биково, завести мотор танка і, не скидаючи крил, рушити в напрямку командного пункту аеродрому. Непопереджений про випробування незвичайного літального апарата, керівник польотів аеродрому привів у бойову готовність зенітну батарею і затримав Анохіна. Після прибуття представників ЛДІ інцидент був вичерпаний, а танк своїм ходом повернувся на базу.
Випробування наочно показали, що розробник планера не врахував додатковий аеродинамічний опір від гусениць танка і тросів, що скріплюють біплан коробку. Як результат, було отримано занижене значення необхідної потужності двигунів літака-буксировщика. У реальності КТ міг буксирувати тільки сучасний чотиримоторний стратегічний бомбардувальник Пе-8, яких було випущено близько 80 штук. Ці машини використовувалися для глибинних рейдів проти Німеччини та її союзників, розраховувати на виділення їх як буксирувальників КТ було нереально. У результаті проєкт «Крила танка» був закритий.

## Організаційно-штатна структура
Зважаючи на катастрофічні втрати матеріальної частини в першій половині 1941 року, її швидке поповнення в 1942 році і неодноразової зміни поглядів на організаційно-штатну структуру танкових частин єдиного її варіанту для того періоду просто не існує. Більш того, зважаючи заміну у виробництві однієї моделі легкого танка на іншу, в організаційно-штатній структурі (особливо у 1941 році) не вказується тип встановлених по штату машин, а замість цього використовується тільки загальне число легких танків, які могли бути найрізноманітніших типів — БТ-7, Т-26, Т-40 всіх модифікацій і Т-60.
Тим не менш, Т-60 використовувалися на всіх рівнях організації танкових частин РСЧА — від окремих танкових батальйонів до танкових армій. У початковій фазі війни штати неодноразово змінювалися: наприклад, в окремих танкових бригадах формування кінця серпня — початку вересня 1941 налічувалося 64 легких танка (Т-40 або Т-60) з 93 встановлених. У танкових бригадах формування кінця вересня загальне число танків зменшилася до 67, а ще пізніше — до 46 машин (20 Т-40 або Т-60). Незабаром через брак матеріальної частини довелося зробити упор на формуванні окремих танкових батальйонів чисельністю в 29 машин (9 середніх і 20 легких). Однак до початку 1942 року, коли деякою мірою була подолана пануюча з початку війни плутанина в усіх відношеннях, з'явилися чітко визначені штати танкових частин. Замість формування в більшості випадків за принципом ad hoc окремих танкових батальйонів з'явилася можливість формувати придатні для великих наступальних дій танкові корпуси. Так, в березні 1942 року був затверджений штат танкового корпусу, по якому корпус повинен був мати 100 танків: 20 КВ-1, 40 Т-34 і 40 Т-60. Збільшений випуск машин дозволив в середині квітня 1942 збільшити рівно в півтора рази чисельність корпусу — до 30 КВ-1, 60 Т-34 і 60 Т-60. Проте вже з середини 1942 року знову наступає деяка неясність — у війська починають поставлятися нові легкі танки Т-70, і склад тієї чи іншої частини починає бути залежним від часу і місця формування, наявності поповнень тощо факторів. Багато частин наприкінці 1942 — початку 1943 року експлуатували спільно як Т-60, так і Т-70. 1943 року після зняття Т-60 з виробництва як легкого танка офіційно затверджується тільки Т-70. Уцілілі «шестидесятки» починають експлуатуватися в різних частинах і підрозділах стрілецьких, механізованих, танкових і самохідно-артилерійських військ РСЧА.

## Т-60 за кордоном

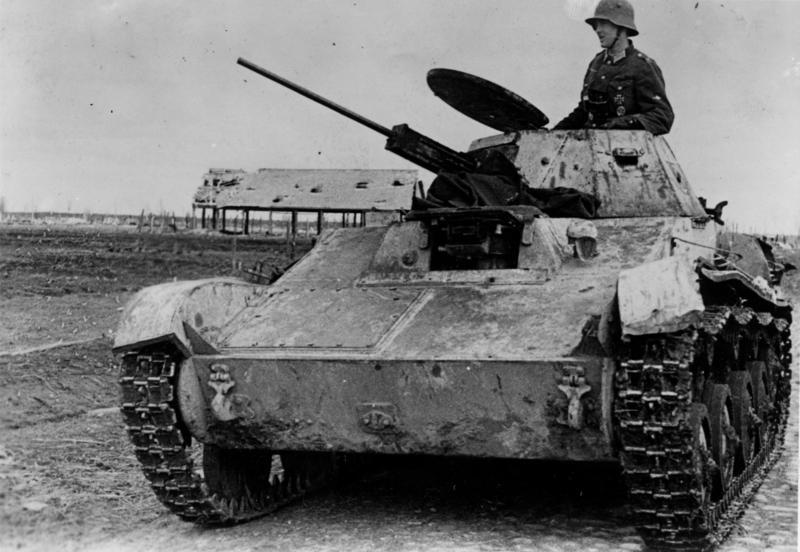
Захоплений Т-60 на службі Вермахту, 1942 рік

Легкі танки Т-60 були на озброєнні Війська польського. 1945 року за ним значилося три танки цього типу. Набагато більше число «шестидесяток» як військові трофеї служило у Вермахті, тобто на відміну від Т-34, які часто ламалися (і тим більше КВ-1) випуску 1941—1942 рр. з дизельними двигунами, надійний бензиновий Т-60 з його досить широко розповсюдженими автомобільними вузлами і агрегатами (чимала кількість вантажівок виробництва ГАЗ експлуатувалося на захоплених німцями територіях) цілком задовольняв Вермахт як швидкохідного броньованого тягача протитанкових гармат. Іноді у захоплених «шестидесяток», використовуваних як тягачів, німці знімали башту. Деяка кількість трофейних Т-60 було передано Румунії, де їх шасі використовувалися для створення САУ TACAM.

## Бойове застосування
Вперше в бій Т-60 пішли у вересні 1941 року в складі 10-ї танкової бригади, що діяла в Полтавській області. У великих кількостях вони брали участь в боях 1941—1943 рр.., починаючи з битви за Москву, закінчуючи повною деблокацією Ленінграду в січні 1944 року. Особливо велика роль Т-60 була при обороні Москви — внаслідок катастрофічних втрат матеріальної частини та евакуації танкових заводів рівень випуску середніх і важких танків різко впав, не покриваючи навіть самої мінімальної потреби РСЧА в цих бойових машинах. Як результат, вони замінювалися легшими «шестидесятками». Під час параду 7 листопада 1941 року по Червоній площі пройшло 48 взятих з резерву Т-60. Після параду вони були відразу направлені на фронт. 13 грудня 1941 року, вже після початку контрнаступу радянських військ, перші випущені в Горькому Т-60 взяли участь у боях під Москвою.
У ході кампанії 1942 року Т-60 використовувалися на всіх фронтах, починаючи від блокадного Ленінграда і закінчуючи втраченим Кримом. У блокадний Ленінград «шестидесятки» доставлялися річковим шляхом, замаскованими на баржах з вугіллям, які не викликали у пануючої в повітрі німецької авіації особливого інтересу. Таким чином непомітно для противника було здійснено переміщення 61-ї танкової бригади. Т-60 активно застосовувалися під час усіх фаз Сталінградської битви і її трагічної для РСЧА прелюдії — Харківської операції. Втрати були високі, бо до того моменту німецькі протитанкові гармати, танки і САУ набагато перевершували по класу Т-60. Цілком природно, що радянські танкісти через легку броню та озброєння не надто жалували Т-60, називаючи його «БМ-2» — «братська могила на двох» (втім, «братськими могилами» називали всі танки). З іншого боку, до Т-60 практично не було експлуатаційних претензій. Були і танкісти, яким Т-60 подобався — наприклад, «шестидесятки» 91-ї танкової бригади носили такі назви, як «Грізний», «Орел», «Сміливий». Вже до кінця 1942 року Т-60 стали поступово прибирати з передової в міру насичення військ Т-34, випуск яких багаторазово зріс, і новою боєздатнішою моделлю легкого танка Т-70.
Т-60 продовжували активно використовуватися протягом наступного 1943 року. «Зоряним часом» «шестидесятки» став прорив блокади Ленінграда, що почався 12 січня 1943 року. Тоді в бій пішла згадувана вище 61-а танкова бригада разом з 86-м і 118-м окремими танковими батальйонами. Ці частини діяли в першому ешелоні 67-ї армії, і за перший день, форсувавши Неву, вони захопили плацдарм завглибшки 2-3 км. При цьому використовувалися тільки легкі танки, оскільки саме вони володіли найнеобхіднішою перевагою в той момент — низьким питомим тиском на опорну поверхню. Це дозволило радянським машинам пройти Неву по льоду без підготовки. Середні і важкі танки зуміли вступити в бій тільки на наступний день, коли інженерно-саперні частини підготували посилюючий настил для їх переходу через Неву. Танки 61-ї бригади першими з'єдналися з частинами Волховського фронту, і за цей успіх вона отримала звання гвардійської. Про недоліки і гідність Т-60, а також мужність його екіпажу в складі командира лейтенанта Д. І. Осатюка і механіка-водія старшини І. М. Макаренкова в ході цих боїв свідчить наступний фрагмент з книги «Танкісти в битві за Ленінград»:

Вирвавшись вперед, на світанку 18 січня біля Робочого селища № 5, вони помітили три танки. Волховці хотіли вискочити з машини, бігти назустріч, але побачили, що це гітлерівські танки йдуть в контратаку. Що робити? Починати поєдинок з ворогом на своїй крихітці, що має 20-мм гармату, — безглуздо. Рішення дозріло миттєво. Командир танка подав команду механіку-водію: «відходити до того гаю, на узліссі в якому зайняли вогневі позиції наші гармати!»
Танк, маневруючи, роблячи несподівані і різкі повороти, вислизав від вогню гітлерівських танків, а Осатюк вів по них вогонь, намагався засліпити, оглушити ворога. Дуель тривала кілька хвилин. Були моменти, коли здавалося, що ось-ось броньовані чудовиська наздоженуть, наваляться і розчавлять. Коли до гаю залишалося близько 200 метрів, машина Осатюка різко повернула ліворуч. Головний гітлерівський танк також розвернувся, але потрапив під вогонь наших гармат і запалав. Потім був підбитий і другий танк, а третій залишив поле бою.
«Тепер, Ванюша, вперед!» — наказав командир водієві. Наздогнавши свою роту, вони побачили цікаву картину — танкісти загнали піхоту противника в величезний котлован. Гітлерівці наполегливо чинили опір, закидали наші танки гранатами. Було ясно, що зволікати не можна, фашисти встигнуть окопатися. Осатюк наказує Макаренкову накатати слід до обриву, прокласти колію. Потім танк, набираючи швидкість, помчав до котловану, пролетів у повітрі і врізався в фашистів.
«Молодець! — Крикнув лейтенант — Тепер дій!». Машина на великій швидкості понеслася по дну котловану, знищуючи гітлерівців вогнем і гусеницями. Зробивши декілька кругів, танк уповільнив хід, вийшов на середину котловану і зупинився. Все було скінчено. Підійшли свої.

За цей бій екіпаж у повному складі був удостоєний звань Героя Радянського Союзу. Приблизно так само про успіхи Т-60 проти ворожої піхоти говорить М. Є. Катуков в своїх мемуарах. Взагалі ж Волховський і особливо Ленінградський фронти зберігали велику кількість старих машин в своїх лавах аж до 1944 року включно. В операції з остаточного зняття блокади Ленінграда брали участь БТ-7, одиничні Т-38 та Т-28, КВ-1 перших випусків і велика кількість Т-60, які на інших фронтах вже не були танками першої лінії і виконували інші функції. Наприклад, майже чверть (21 з 88) танків 1-ї танкової бригади Ленінградського фронту були саме «шестидесятки».
Брали участь Т-60 і в Курській битві. Так, у складі 1 танкової армії було 18 танків цього типу, у складі 86 танкової бригади (Воронезький фронт, 38 армія) — 15 танків.
Починаючи з кінця 1942 року, у війська стало надходити дедалі більше і більше нових танків Т-34 і Т-70. Як наслідок, слабші Т-60 стали переводити на найрізноманітнішу роботу: супровід і охорона військ на марші, розвідка боєм, знищення бандитів і диверсантів в тилу. Вони використовувалися як командирські машини частин самохідної артилерії, оснащених самохідками СУ-76, і як навчальні танки в тилу. Також «шестидесятки» застосовувалися як артилерійські тягачі для протитанкових гармат ЗІС-2 і дивізійних ЗІС-3. У цій якості вцілілі Т-60 прослужили до кінця Другої Світової війни та взяли участь у розгромі Квантунської армії імперської Японії в серпні 1945 року. Незабаром після закінчення Другої світової війни Т-60 були зняті з озброєння РСЧА і відправлені в металобрухт. Всі нині існуючі музейні Т-60 (за винятком прототипу в Кубинці) були знайдені підбитими на полі бою.

## Цікаві факти про Т-60
- Німецькі війська прозвали Т-60 «незнищенною сараною»[3].
- Герой Радянського Союзу Ірина Миколаївна Левченко пройшла бойовий шлях від командира Т-60 до командира підрозділу цих танків[5].
- М. О. Астрову довелося умовляти конструктора авіаційного озброєння Шпитального, «людини досить вельможної», щоб розробити танковий варіант авіагармати ШВАК[5].
- Бойові легкоброньовані машини, озброєні малокаліберною автоматичною гарматою і кулеметом, широко представлені в сучасних арміях; концепція, представником якої був Т-60, цілком живе і понині.
- Легкий танк № 164 Т-60 згадуваного вище в статті Д. І. Осатюка, одним з перших пробився на Велику Землю, пережив війну і з березня 1947 експонувався в Музеї оборони Ленінграда. Однак після ліквідації музею цей танк безслідно зник[15].

## Оцінка проєкту
Легкий танк Т-60 по сукупності своїх тактико-технічних характеристик можна було б розглядати як вимушений крок назад в радянському танкобудуванні, як у загальному плані, так і в класі легких танків. Тенденцією передвоєнного періоду в радянському танкобудуванні було загальне збільшення вогневої потужності і захищеності всіх класів танків, проте Т-60 в порівнянні з передвоєнним легким танком безпосередньої підтримки піхоти Т-50 явно програвав в цих компонентах. З іншого боку, легкий танк-розвідник по типу Т-40 повинен бути плаваючим в системі озброєнь РСЧА, але Т-60 втратив цю можливість. Таким чином, Т-60 виявився посередині між Т-40 і Т-50 як за масогабаритною класифікацією, так і по ймовірному застосуванню, не маючи переваг ні того, ні іншого. Однак «шестидесятка» була великим кроком вперед в іншому відношенні.
Значна частина втрат танкових військ РСЧА влітку 1941 року носила небойовий характер. Зношені старі танки Т-26 і БТ разом із недоведеними Т-34 та КВ під час зверхфорсваних маршів ламалися і кидалися на захопленій ворогом території. В результаті глибоких проривів Вермахту деякі танки були захоплені навіть на залізничних платформах — їх не встигли вивантажити для вступу в бій або евакуювати в тил для ремонту. Якість конструктивно
невідпрацьованих нових Т-34 і КВ-1, що надходили з заводів, різко впала внаслідок призову великої кількості досвідчених робітників і заміни їх на жінок і підлітків разом з вимогами максимального збільшення їх випуску. У результаті навіть навесні 1942 року рапорти з військ свідчили про неприпустимо великий відсоток поламаних з технічних причин і залишених на території супротивника танків типів Т-34 і КВ-1. Ситуація гіршала евакуацією на схід основних танкових заводів країни — Харківського № 183 та Ленінградського ім С. М. Кірова, що призвело до різкої нестачі танків уже восени 1941 року.
Тому проведена в передвоєнні роки велика робота колективом заводу № 37 під керівництвом М. О. Астрова щодо вдосконалення малих і легких танків сприяла створенню в максимально короткий термін надійної, дешевої, технологічної і в цілому боєздатної машини, якою і став Т-60. «Шестидесятку» могли випускати на заводах, які не могли виробляти складніші Т-34. Максимальне використання вже налагоджених у виробництві автомобільних вузлів і агрегатів підвищувало надійність і ремонтопридатність танків в умовах крайньої нестачі досвідчених механіків-водіїв і кваліфікованих фахівців з ремонту танкових двигунів в польових умовах. Як результат, втрати танків Т-60 переважно були вже бойовими. Саме це і послужило причиною високої оцінки танка Й. В. Сталіним. Близько 6000 випущених Т-60 дозволили Червоній Армії протриматися до того моменту, коли евакуйовані заводи налагодили масовий випуск потужніших бойових машин.
У порівнянні з зарубіжними зразками, легкий танк Т-60 був цілком на рівні практично рівноцінного йому по озброєнню і бронюванню німецького «однолітка» PzKpfw II Ausf F. Хоча останній мав потужніший двигун і одним членом екіпажу більше, що давало PzKpfw II Ausf F ряд переваг, він же був у півтора рази важче Т-60 (що робило їх непорівнянними в плані прохідності) і не мав раціонального кута нахилу лобових аркушів. Показово, що німецькі проєкти оснастити вельми близький по масі до Т-60 легкий танк PzKpfw I Ausf B 20-мм гарматою виявилися невдалими, і радянська машина в рамках категорії по масі в 5-7 тонн виглядає вельми гідно серед німецьких, італійських і японських суперників. Бронювання Т-60 цілком адекватно для захисту від великокаліберних кулеметів, а лобова броня завдяки раціональному куту нахилу з певною ймовірністю здатна витримати і попадання 20-мм снарядів (і навіть низькошвидкісних 37-мм від японських танкових гармат). 20-мм гармата ТНШ, в свою чергу, була здатна впоратися з будь-якою легкою бронетехнікою супротивника. Крім того, Т-60 набагато менше страждав від проблем з ергономікою, характерних для радянських танків того періоду. Підбиваючи підсумок, можна сказати, що в своєму класі Т-60 був серед найкращих зразків, але на європейському театрі бойових дій до 1942 року час таких машин безповоротно закінчився, і тільки виняткові і трагічні для СРСР обставини викликали його появу до життя. Цілком природьо, що нерівна боротьба Т-60 проти переважаючих по класу бойових машин противника і, як наслідок, важкі їх втрати позначилися відповідним чином на репутації танка. Однак у більш пізньої літературі дітище М. О. Астрова отримало цілком адекватну оцінку.

## Збережені екземпляри
Один з передсерійних прототипів танка Т-60, розроблений на заводі № 37 під позначенням 0-60, експонується в бронетанковому музеї в підмосковній Кубинці. До початку XXI століття він вважався єдиним уцілілим танком цього типу. Однак на початку 2000-х років були знайдені ще як мінімум два танки Т-60. Один з них в невідреставрованому стані перебуває у фінському танковому музеї в Парола, а другий був знайдений (в зруйнованому стані) на місці останнього бойового масового застосування Т-60 — в Синявинских болотах під Санкт-Петербургом. Однак, цей танк був відновлений до ходового стану, машина знаходиться в музеї автомобільної техніки, селище Архангельське Московської області. Ще один Т-60 встановлений як пам'ятник у селищі Глибоке Кам'янського району Ростовської області. Є Т-60 в танковому музеї м. Верхня Пішма близько Єкатеринбурга. Також серед повідомлень на сайтах військово-історичної спрямованості попадаються згадки про ще декілька існуючих машин цього типу, проте достовірного підтвердження цієї інформації поки немає.
1 травня 2011 року в Волгоградській області з дна висохлої річки підійняли танк Т-60, який брав участь у боях під Сталінградом. Очікується, що він поповнить колекцію музею-панорами «Сталінградська Битва» після відновлення..

## Т-60 в масовій культурі

### Комп'ютерні ігри
Т-60 фігурує в досить великій кількості комп'ютерних ігор різноманітних жанрів: у симуляторах бронетанкової і авіатехніки (як ціль), стратегіях реального часу і покрокових стратегіях «Panzer General III». В її редакції «Scorched Earth», де дія розгортається на Східному фронті, гравець може комплектувати з весни 1942 року радянські частини (як розвідувальні, так і танкові) танком Т-60.
Т-60 можна побачити і у вітчизняних іграх, зокрема, в стратегіях реального часу «Бліцкриг», «Сталінград», «Sudden Strike», «У тилу ворога 2» і «Друга світова».
Т-60 можна побачити в модифікації «Звільнення 1941-45» (Liberation mod) для Operation Flashpoint: Resistance;
Т-60 також використовується в грі Red Orchestra: Ostfront 41-45 в жанрі тактичного шутера з виглядом від першої особи, випущеної компанією Tripwire Interactive в 2006 році.
Т-60 є в MMO грі World of Tanks.
Варто відзначити, що відображення тактико-технічних характеристик бронетехніки і особливостей її вживання в бою в багатьох комп'ютерних іграх часто далеко від реальності.

### Моделі Т-60
Масштабні копії Т-60 випускаються рядом фірм-виробників модельної продукції. Однак у багатьох регіонах Росії практично єдиним доступним варіантом є тільки пластмасова збірна модель-копія Т-60 фірми «Макет» в масштабі 1:35. До початку 2000-х років модель Т-60 в тому ж масштабі випускала відома фірма-виробник модельної продукції «Зірка». Однак набір відрізнявся вкрай низькою якістю виготовлення, дуже погано розкуповувався і був знятий з виробництва. Креслення для самостійної побудови моделі неодноразово публікувалися в журналах «Моделіст-конструктор», «М-Хобі», «Бронеколлекція» та ін.